# Маотяньшаньские сланцы
Маотяньшаньские сланцы — обозначение места обнаружения кембрийских ископаемых. Расположено в округе Юйси провинции Юньнань (Китай). Возраст находок оценивается в 560—530 млн лет. Консервация ископаемых стала возможна благодаря гигантскому оползню, который погрёб под собой кембрийских животных. В научно-популярной литературе фауна Маотяньшаньских сланцев сопоставляется с фауной сланцев Бёрджес и иногда обозначается как чэнцзянская биота. В числе находок были обнаружены останки древнейших рыбообразных хордовых (хайкоуэлла и Zhongjianichthys rostratus), а также членистоногие. Активные исследования фауны Маотяньшаньских сланцев китайские ученые ведут с 1995 года.
На территории исследований Маотяньшаньских сланцев организован Палеонтологический заповедник Чэнцзян.